# Adolphe Carl von Rothschild
Adolphe Carl von Rothschild (Napulj, 21. svibnja 1823. – Frankfurt na Majni, 16. listopada 1900.), njemačko- židovski bankar iz talijanske loze bogate bankarske obitelji Rothschild.
Rodio se kao treće od petero djece i drugorođeni sin u obitelji baruna Carla Mayera von Rothschilda (1788. – 1855.) i barunice Adelheide Herz (1800. – 1853.). Njegova braća, stariji Mayer Carl (1820. – 1886.) i mlađi Wilhelm Carl (1828. – 1901.) preuzeli su vodstvo u središnjoj obiteljskoj banci u Frankfurtu, a Adolphe je dobio u zadatak voditi napuljsku podružnicu C M von Rothschild & figli i nastaviti talijansku lozu obitelji.
Dana 16. listopada 1850. godine oženio je rođakinju Julie von Rothschild (1830. – 1907.) iz austrijske loze obitelji, ali par nije imao potomaka, a budući da ni njegova braća nisu imala muških potomaka, njegovom smrću i smrću njegove braće ugasila se napuljska loza obitelji Rothschild. Godine 1863. zatvorio je napuljsku bankarsku kuću i odselio sa ženom iz Napulja, a 1865. godine je otkupio svoje partnerstvo u frankfurtskoj banci i izgradio ljetnikovac u Pregnyju na obalama Ženevskog jezera, u kojem je sakupljao umjetnička djela. Dio vremena živio je sa suprugom u Parizu.
Umro je od gripe 1900. godine.